# Alberto Lutowski
Wojciech Zdzisław Lutowski, también conocido como Alberto Lutowski (Varsovia, Gran Ducado de Varsovia, 1809-Ciudad Bolívar, Venezuela, 16 de febrero de 1871) fue un ingeniero, militar y político polaco.

## Carrera
Entra en la Escuela Politécnica de Varsovia, pero al estallar la revolución de 1830 interrumpe sus estudios y se alista en las fuerzas insurreccionales polacas y participa en la defensa de la capital, así como en algunas otras batallas. Derrotada la insurrección, Lutowski, junto con un grupo de compatriotas, cruza Alemania y va a refugiarse en Francia, donde existe una numerosa colonia polaca.
En París, continúa sus estudios de ingeniería en la École Centrale des Arts et Métiers, graduándose en 1833. Luego, trabaja con Marc Seguin en la construcción de los primeros ferrocarriles franceses. En 1839 se traslada a Inglaterra y entra a trabajar en la oficina de Charles Whitestone que, contemporáneamente a Samuel Morse, investiga las corrientes galvánicas y transmisiones telegráficas. En 1841 abandona Gran Bretaña con la intención de buscar más amplios horizontes para su trabajo, dirigiéndose hacia Venezuela, sin ningún conocimiento previo del país.
Al poco tiempo de haber llegado, propone un pénsum de estudios de ingeniería en el periódico El Venezolano, insistiendo en los aspectos pragmáticos de la profesión y en la adaptación de las tecnologías al medio venezolano. Este punto de vista de adaptar las técnicas a los recursos, posibilidades y necesidades del país, será constante en toda su actuación como inventor, realizada en condiciones solitarias, aislado de centros científicos y sin respaldo industrial que pudiera permitirle experimentar con prototipos.
Gracias a la recomendación de Agustín Codazzi, se le contrata para el estudio y construcción de la carretera Valencia-Puerto Cabello iniciada en 1845 y concluida en 1848; es el segundo camino carretero en el país (después del de Caracas a La Guaira) y para su construcción se emplean técnicas desconocidas en Venezuela para ese entonces, como la voladura de rocas con pólvora, la compactación de rellenos y los primeros puentes colgantes. Seguidamente, proyecta el mercado de Valencia que, con sus 4.000 m² de superficie, es la mayor construcción del país en el período republicano antes de las obras públicas de Antonio Guzmán Blanco. Proyecta también el acueducto de esa ciudad que, debido a la merma de las fuentes de agua, no logra cumplir con su objetivo. Nombrado ingeniero jefe de la provincia de Caracas, dirige entonces y supervisa los trabajos de reconstrucción de la carretera del sur (valles del Tuy-Cúa- Ocumare), de occidente (Los Teques-La Victoria), del este (hacia Guarenas-Guatire) y propone correcciones a la de Caracas-La Guaira, que requiere constantes mejorías y trabajos de conservación.
En 1850, registra una patente de «…cañerías y conductos asfálticos; turbinas; máquinas de pilar café; tambores de trapiche sin alma y huecos y ruedas de corona de madera de dentadura de hierro colado…» En 1852, inventa un horno para fundir hierro con la utilización de leña como combustible, luego una línea de máquinas (en parte con piezas importadas) para producir arepas en forma industrial. Toma parte en el concurso para el Mercado Principal de Caracas, presentado en 1853 (proyecto que no se realiza) y también en otro para el acueducto de Caracas. En La Guaira proyecta la plaza del Tamarindo, depósitos de mercancías anexos a la aduana, el resguardo marítimo, y en Caracas la alameda y el parque entre el cuartel San Carlos y la iglesia de la Trinidad en forma de jardín inglés, a diferencia de las geométricas soluciones «a la francesa» que, más tarde, son comúnmente adoptadas en esta clase de obras. Reconstruye la cúpula del teatro Caracas, estructura realizada originalmente en forma errónea, por lo cual se había desplomado. En 1854, empieza a trabajar sobre una máquina «pirodinámica», un motor que utilizaría la expansión del aire bajo la influencia del calor en lugar del vapor de agua, luego inicia estudios sobre una «corredera sin fin», construida con paletas de acero, con la cual propone equipar los buques destinados a distintas condiciones de navegación, comenzando por el mar hasta aguas de poca profundidad o inclusive en lechos de ríos casi secos. Diseña botes con articulación en la parte central para ajustarlos a las estrechas curvas de los ríos, así como también verdaderos trenes acuáticos compuestos de varios botes que podrían (a falta de ferrocarriles) transportar grandes cargas a las distintas regiones del territorio nacional. En las irregulares de los ríos selváticos, se fijarían cintas de acero que permitirían deslizarse fácilmente a estos trenes acuáticos equipados con cilindros verticales rotativos.
Proyecta buques equipados con caldera de vapor de diseño perfeccionado para obtener una gran velocidad y rápido arranque y propone usarlos para combatir el contrabando. Esta última proposición es aprobada por el Ministerio de Hacienda, pero por falta de fondos no puede terminarse el prototipo. Lutowski proyecta también 2 iglesias: la de Nuestra Señora del Rosario en Antímano y la de San José en Puerto Cabello; la primera de ellas empieza a construirse en 1857 y sigue su construcción lentamente hasta que la inaugura Guzmán Blanco en 1870 en ocasión de establecer en ese pueblo su residencia veraniega; la de Puerto Cabello construida en el solar antiguamente ocupado por el cuartel de milicias, no se terminará del todo, recibiendo muchos años después arbitrarias estructuras complementarias (campanario y cúpula). Ambas iglesias, caso excepcional en Venezuela, son construidas en piedra.
Trabaja en la represa de Caujarao (acueducto de Coro); esta obra, oficialmente a cargo de Luciano Urdaneta, ha sido considerada como la más ambiciosa de la ingeniería venezolana del siglo XIX. Durante varios años, trabaja en el proyecto de un «ferrocarril de montaña», considerando que, por las condiciones topográficas que existen en la ruta entre Caracas y La Guaira, no servirían ferrocarriles corrientes inventados en los países de llanura. El sistema de Lutowsky consiste en el monorriel, con el cual podrían superarse las curvas cerradas y en la locomotora con caldera perfeccionada y equipada con freno eléctrico; este proyecto es presentado en el entonces recién fundado Colegio de Ingenieros en 1861 y merece elogioso comentario de su presidente Juan José Aguerrevere, lamentando éste que las condiciones existentes en el país no permitan el desarrollo práctico del proyecto. Lutowski viaja en dos oportunidades a Europa (1863 y 1867), logrando registrar en la Oficina de Patentes de París los inventos del monorriel, de la corredera sin fin y del motor de aire caliente. En Madrid construye un modelo de su ferrocarril que es comentado por la prensa. Los últimos años de su vida los pasa trabajando en obras públicas, en Ciudad Bolívar, donde fallece de fiebre amarilla.
Su hijo Augusto Lutowski Pérez (Valencia 26.7.1852- Caracas, 15.6.1916) fue un destacado ingeniero, militar y político. Participa en la toma de Caracas con el ejército de Antonio Guzmán Blanco, en abril de 1870 y posteriormente, en la toma de Puerto Cabello. En 1879 es designado jefe de la primera división del ejército del Guárico, bajo las órdenes del general Joaquín Crespo y posteriormente, asume el cargo de jefe del Estado Mayor General de dicho ejército. Entre 1880 y 1882, es comandante del castillo de San Carlos en el Zulia. En esta oportunidad, explora la barra del lago de Maracaibo, proponiendo el trazado de un nuevo canal para el paso de los buques. En 1894, es nombrado Ministro de Fomento (1894-1895) y jefe de la Armada Nacional (1895-1897). En dos oportunidades, es gobernador del Distrito Federal y luego es electo senador por el estado Guárico. A mediados de 1899, toma parte en la Revolución Restauradora y posteriormente,  sirve en  la  Revolución Libertadora como jefe de Estado Mayor en  esta oportunidad, cae prisionero en Cojedes en 1902. Desde 1910 hasta 1913 es senador por el estado Apure y entre 1913 y 1914, es miembro suplente del Consejo de Gobierno. Masón en grado 33.[cita requerida]